# 忠實航空
忠實航空（英語：Allegiant Air）是一家超低成本航空公司，總部位於內華達州拉斯維加斯。該航空公司專注於為來自其認為服務不足的中小城市的休閒旅客提供服務，採用超低成本的商業模式，票價中包含的內容最少，附加費較多。
忠實航空成立於 1997 年，由 Allegiant Travel Company 全資擁有。該航空公司是北美第十四大航空公司。

## 機隊

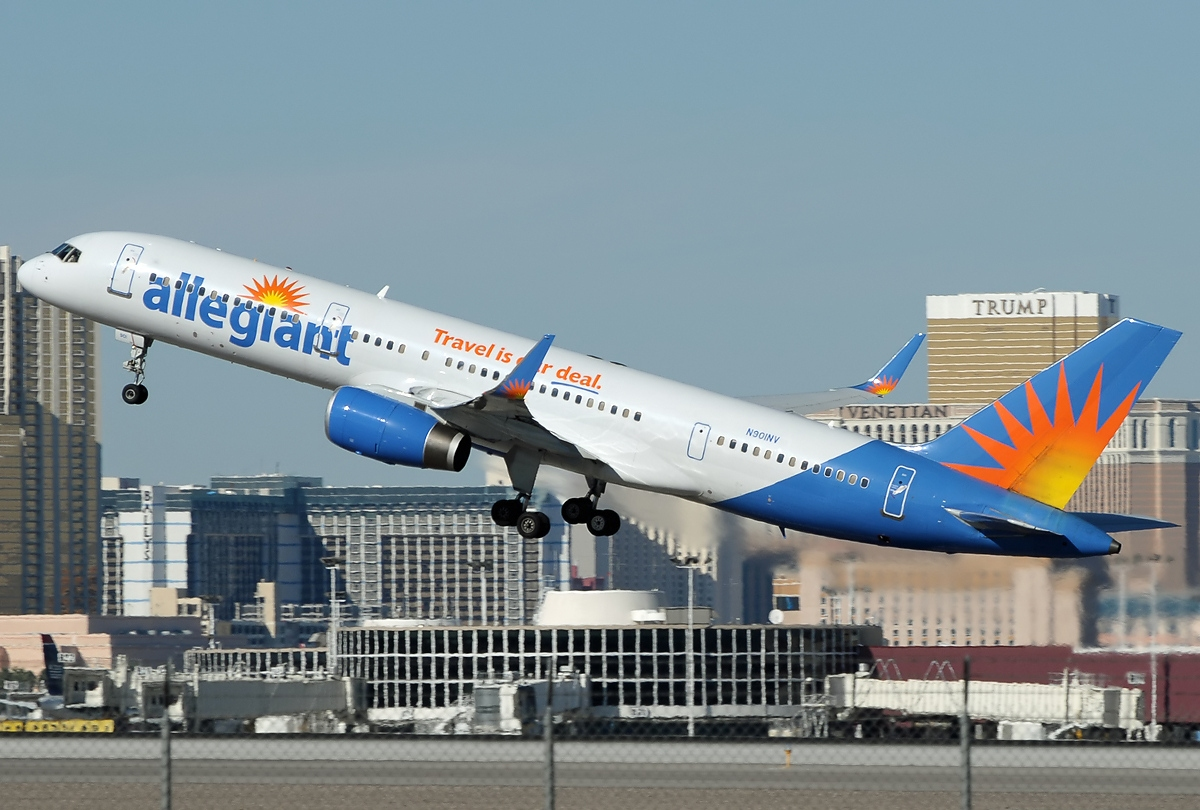
忠實航空的波音757客機

## 外部連結
- 忠實航空官網 （页面存档备份，存于）
- 忠實航空的Facebook專頁